# Hirst Courtney
Hirst Courtney is een civil parish in het bestuurlijke gebied Selby, in het Engelse graafschap North Yorkshire. In 2001 telde het dorp 295 inwoners.